# Hisako Takihana
Hisako Takihana (瀧花 久子, Takihana Hisako), née le 4 mars 1906 à Kyoto et morte le 12 février 1985, est une actrice japonaise. Son vrai nom est Fumiko Takihana (瀧花 冨美子, Takihana Fumiko), puis Fumiko Tasaka (田坂 冨美子, Tasaka Fumiko) après son mariage avec le réalisateur Tomotaka Tasaka.

## Biographie
Hisako Takihana naît Fumiko Takihana au carrefour des rues Sanjō (ja) et Kawaramachi (ja), dans l'arrondissement de Nakagyō-ku à Kyoto.
Hisako Takihana est apparu en tant qu'actrice dans plus de 170 de films entre 1926 et 1972.

## Filmographie partielle

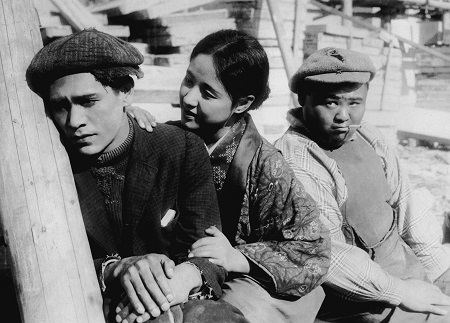
De gauche à droite : Kōji Shima, Hisako Takihana et Kunio Tamura dans La Sueur (1929).

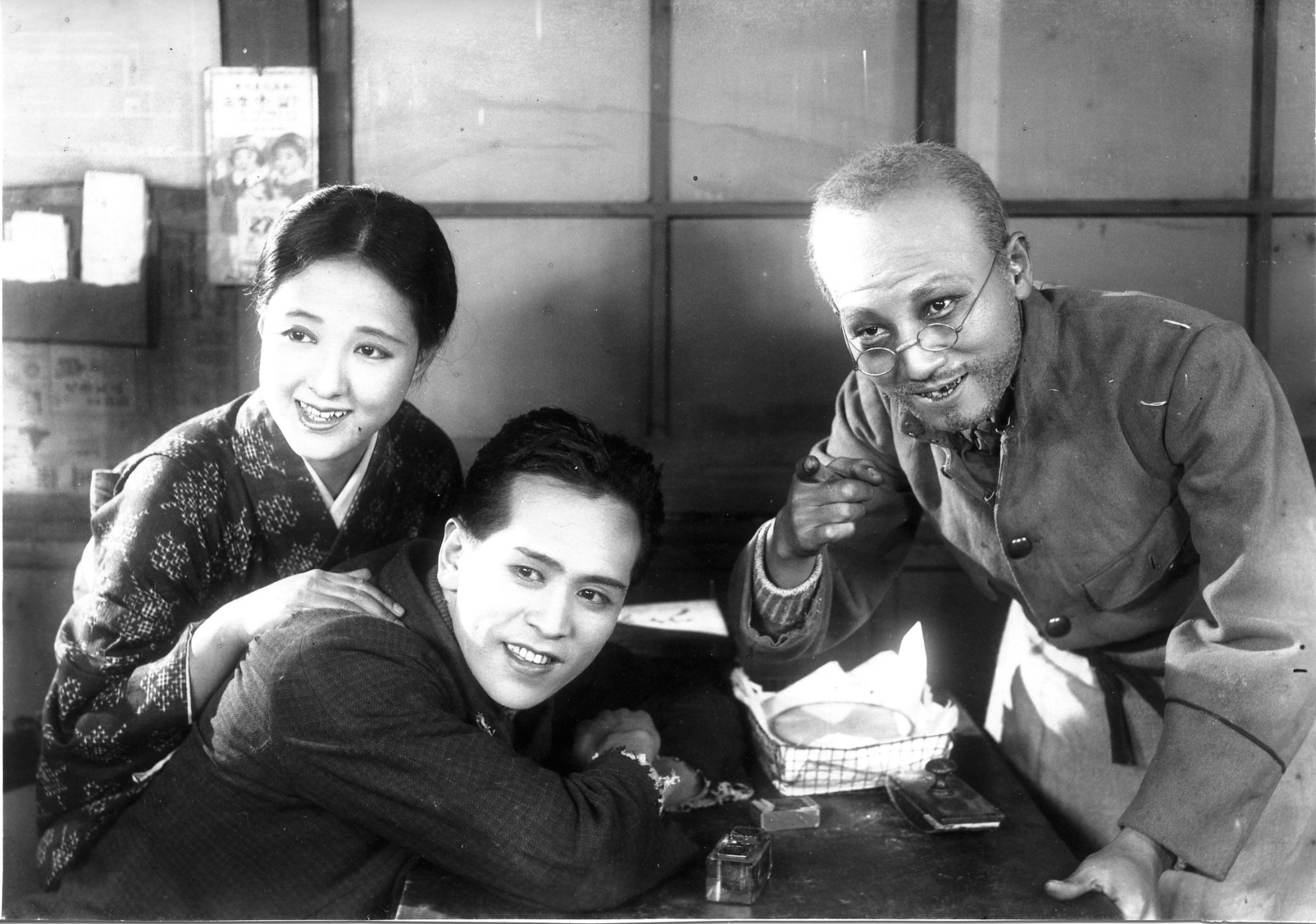
De gauche à droite : Hisako Takihana (à gauche) et Kōji Shima (au centre) dans La Sueur (1929).

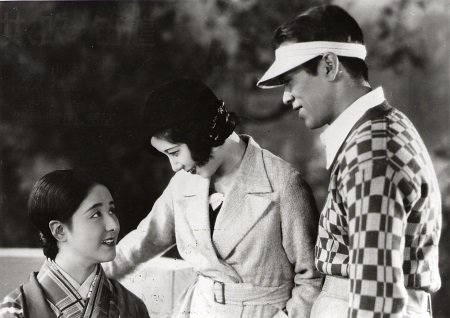
Hisako Takihana (à gauche) et Shizue Natsukawa (au centre) dans La fille qui joue de la flûte (1932).

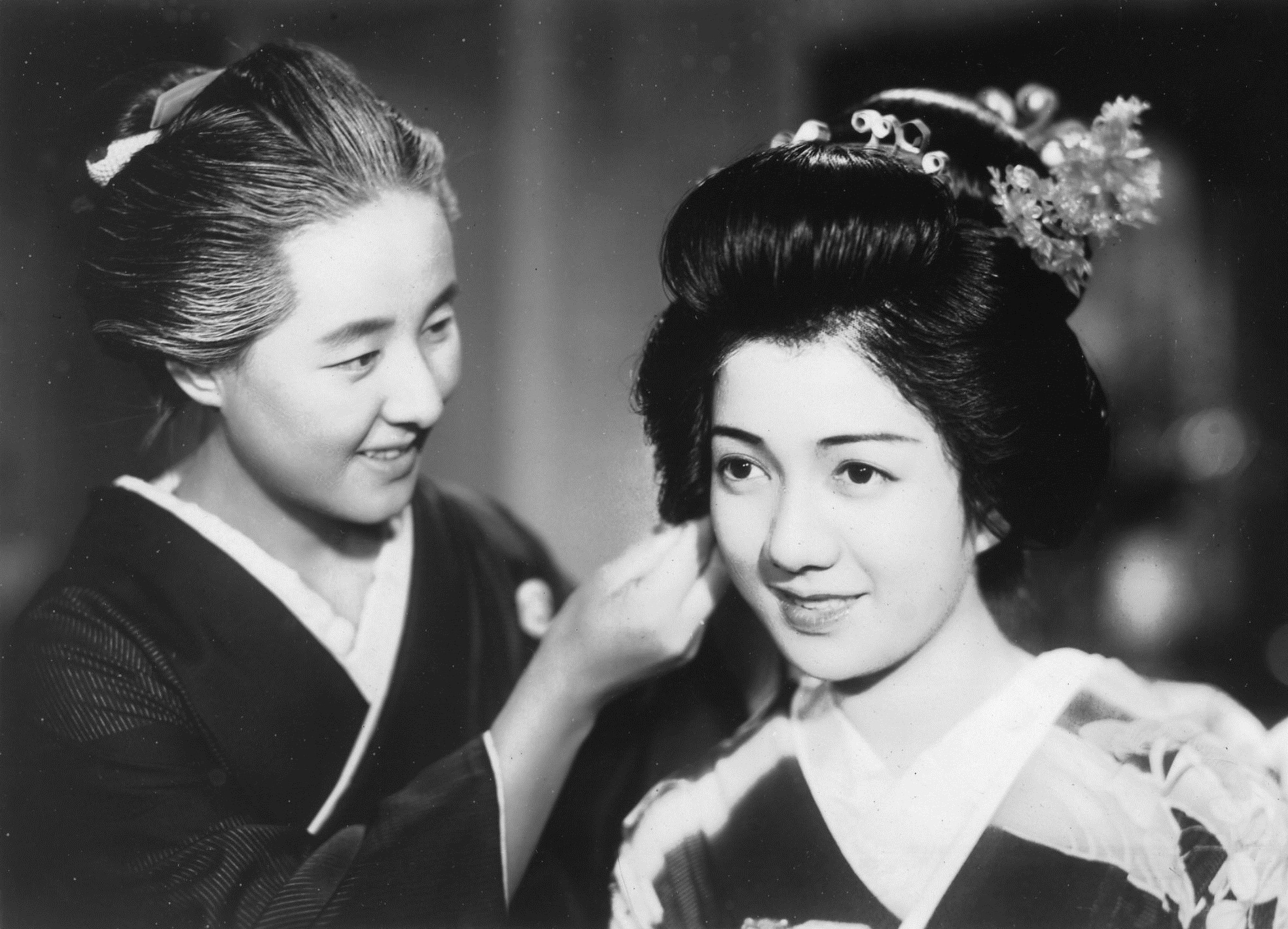
Hisako Takihana et Yukiko Todoroki dans L'Avancée éternelle (1937).

### Années 1920
- 1926 : Hibashira (火柱?) de Genjirō Saegusa (ja)
- 1926 : Mito Kōmon (水戸黄門?) de Tomiyasu Ikeda
- 1926 : La Femme qui a touché les jambes (足にさはった女, Ashi ni sawatta onna?) de Yutaka Abe
- 1927 : Le Journaliste aux bras de fer (鉄腕記者, Tetsuwan kisha?) de Tomotaka Tasaka
- 1927 : La Gratitude envers l'empereur ou La Faveur impériale (皇恩, Kōon?) de Kenji Mizoguchi
- 1927 : Sanshoku no kuruma (三色の俥?) de Seiichi Ina
- 1927 : A38 gōshitsu (Ａ３８号室?) de Shigeru Mokudō
- 1927 : La Dame aux camélias (椿姫, Tsubaki hime?) de Minoru Murata
- 1927 : Inazuma (稲妻?) de Shigeru Mokudō
- 1927 : Tokkan koi no uijin (突貫恋の初陣?) de Shigeru Mokudō
- 1927 : Histoire complète d'un couple (夫婦全集, Fūfu zenshū?) de Tomotaka Tasaka
- 1927 : La Jeune Fille aux bulles de savon (しゃぼん娘, Shabon musume?) de Tomotaka Tasaka
- 1927 : Ma no numa (魔の沼?) de Shigeru Mokudō
- 1927 : Le Cadavre silencieux (屍は語らず, Shikabane wa katarazu?) de Yutaka Abe
- 1928 : Duo de mariage (結婚二重奏, Kekkon nijūsō?) de Tomotaka Tasaka
- 1928 : La Vie d'un homme (人の一生, Hito no isshō?) de Kenji Mizoguchi
- 1928 : La Lumière (光, Hikari?) de Tomu Uchida
- 1929 : Toutes sortes de femmes rivalisant de leurs charmes (競艶女さまざま, Kyōen onna samazama?) de Yutaka Abe
- 1929 : Le Banquet I (響宴 第一篇, Kyoen: Daiippen?) de Tomotaka Tasaka
- 1929 : Moi et elle (私と彼女, Watashi to kanojo?) de Tomotaka Tasaka
- 1929 : La Marche de Tokyo (東京行進曲, Tōkyō kōshin-kyoku?) de Kenji Mizoguchi : Sumie
- 1929 : La Marche de la Nikkatsu (日活行進曲 工場記活劇篇, Nikkatsu kōshinkyoku: Kōjōki katsugeki hen?) de Tomotaka Tasaka
- 1929 : Taiyōji, l'enfant des mers (大洋児出船の港, Taiyōji defune no minato?) de Tomu Uchida
- 1929 : Chijō no koi (地上の恋?) de Shigeru Mokudō
- 1929 : La Symphonie de la grande ville (都会交響曲, Tokai kokyōgaku?) de Kenji Mizoguchi
- 1929 : La Sueur (汗, Ase?) de Tomu Uchida : Oshizu
- 1929 : Extrême vigilance (非常警戒, Hijō keikai?) de Yutaka Abe

### Années 1930
- 1930 : Sado okesa (佐渡おけさ?) de Shigeru Mokudō
- 1930 : Regarde cette mère (この母を見よ, Kono haha o miyo?) de Tomotaka Tasaka
- 1930 : L'Étrangère Okichi (唐人お吉, Tojin okichi?) de Kenji Mizoguchi : Ofuku
- 1930 : Umi no matsuri (海の祭?)[3]
- 1930 : Jokyū (女給?) de Shigeru Mokudō
- 1931 : Souffle, brise de printemps (吹けよ春風, Fukeyo harukaze?) de Tomotaka Tasaka
- 1931 : Yama ni naru otoko (山に鳴る男?) de Shigeru Mokudō
- 1931 : Le Chant de l'insecte (かんかん虫は唄ふ, Kankanmushi wa utau?) de Tomotaka Tasaka
- 1931 : Histoire de mon cœur I (心の日月 烈日篇, Kokoro no jitsugetsu: Retsujitsu hen?) de Tomotaka Tasaka
- 1932 : Tokai no kotachi (都会の子たち?) de Shigeru Mokudō
- 1932 : La fille qui joue de la flûte (鳩笛を吹く女, Hatobue o fuku onna?)[4] de Tomotaka Tasaka
- 1932 : Mukidō shigai (無軌道市街?) de Seiichi Ina
- 1934 : Vents sacrés ou Le Groupe Jinpu (神風連, Jinpu-ren?) de Kenji Mizoguchi
- 1934 : Le Soleil sur le fleuve (河の上の太陽, Kawa no ue no taiyō?) de Tomu Uchida
- 1936 : La Couronne de vie (生命の冠, Seimei no kanmuri?) de Tomu Uchida
- 1936 : Récit d'amour et de mariage : version amour (恋愛と結婚の書 恋愛篇, Ren'ai to kekkon no sho: Ren'ai hen?) de Yutaka Abe
- 1936 : Récit d'amour et de mariage : version mariage (恋愛と結婚の書 結婚篇, Ren'ai to kekkon no sho: Kekkon hen?) de Yutaka Abe
- 1936 : Takahashi Korekiyo jiden (高橋是清自伝?) de Kunio Watanabe
- 1937 : Le Chemin de la vérité : Le Père (真実一路 父の巻, Shinjitsu ichiro: Chichi no maki?) de Tomotaka Tasaka
- 1937 : Le Chemin de la vérité : La Mère (真実一路 母の巻, Shinjitsu ichiro: Haha no maki?) de Tomotaka Tasaka
- 1937 : L'Avancée éternelle ou Le Chemin sans fin (限りなき前進, Kagirinaki zenshin?) de Tomu Uchida
- 1938 : Des pierres sur le chemin (路傍の石, Robō no ishi?) de Tomotaka Tasaka
- 1939 : Utsukushiki kadode (美しき首途?) de Kōji Shima

### Années 1940
- 1941 : Umi no mieru ie (海の見える家?) de Kōji Shima
- 1942 : La Mère et mon enfant (母子草, Hahakogusa?) de Tomotaka Tasaka
- 1943 : La Marine militaire (海軍, Kaigun?) de Tomotaka Tasaka
- 1947 : Todoroki-sensei (轟先生?) de Kōji Shima
- 1947 : Hana saku kazoku (花咲く家族?) de Yasuki Chiba
- 1947 : Des cœurs purs comme la lune (こころ月の如く, Kokoro tsuki no gotoku?) de Hiroshi Inagaki
- 1949 : Nīzuma kaigi (新妻会議?) de Yasuki Chiba
- 1949 : Onna no tatakai (女の闘い?) de Yasuki Chiba

### Années 1950
- 1950 : Tsukinode no kettō (月の出の決闘?) de Nobuo Nakagawa
- 1950 : Hi no tori (火の鳥?) de Shigeo Tanaka
- 1951 : Les Habits de la vanité (偽れる盛装, Itsuwareru seiso?) de Kōzaburō Yoshimura : Kiku, la mère de Kimicho et de Taeko
- 1951 : Le Meurtre d'Otsuya (お艶殺し, Otsuya goroshi?) de Masahiro Makino
- 1951 : Saijōke no kyōen (西城家の饗宴?) de Hideo Suzuki
- 1951 : Tōkyō hika (東京悲歌?) de Shigeo Tanaka
- 1951 : Le Roman de Genji (源氏物語, Genji monogatari?) de Kōzaburō Yoshimura : une nonne
- 1951 : Le Repas (めし, Meshi?) de Mikio Naruse : Sumi Takenaka
- 1952 : Dokuja-tō kidan: Joōbachi (毒蛇島綺談 女王蜂?) de Shigeo Tanaka
- 1952 : Kin no tamago (金の卵?) de Yasuki Chiba
- 1952 : L'Éclair (稲妻, Inazuma?) de Mikio Naruse : Tome
- 1953 : Un couple (夫婦, Fūfu?) de Mikio Naruse : Taka, la mère de Kikuko
- 1953 : Le Cuirassé Yamato (戦艦大和, Senkan Yamato?) de Yutaka Abe
- 1954 : Une femme (或る女, Aru onna?) de Shirō Toyoda
- 1954 : L'Histoire de Shunkin (春琴物語, Shunkin monogatari?) de Daisuke Itō
- 1954 : Asakusa no yoru (浅草の夜?) de Kōji Shima
- 1955 : Hotaru no hikari (螢の光?) de Kazuo Mori
- 1955 : Fumetsu no nekkyū (不滅の熱球?) de Hideo Suzuki
- 1955 : Banba no Chūtarō (番場の忠太郎?) de Nobuo Nakagawa
- 1955 : Shin josei mondō (新女性問答?) de Kōji Shima
- 1955 : Aogashima no kodomotachi: Onna kyōshi no kiroku (青ヶ島の子供たち 女教師の記録?) de Nobuo Nakagawa
- 1956 : Eyes of Children (子供の眼, Kodomo no me?) de Yoshirō Kawazu : la mère de Sachiko
- 1956 : L'Idiot sentimental (人情馬鹿, Ninjō baka?) de Hiroshi Shimizu
- 1956 : Tsukigata Hanpeita (月形半平太 花の巻 嵐の巻, Tsukigata Hanpeita: Hana no maki arashi no maki?) de Teinosuke Kinugasa
- 1957 : Une histoire d'Osaka (大阪物語, Osaka Monogatari?) de Kōzaburō Yoshimura : Sue
- 1957 : Naga sugita haru (永すぎた春?) de Shigeo Tanaka
- 1957 : Jeune fille sous le ciel bleu (青空娘, Aozora musume?) de Yasuzō Masumura
- 1957 : La Dernière Extrémité (どたんば, Dotanba?) de Tomu Uchida
- 1958 : La Vengeance des loyaux serviteurs (忠臣蔵, Chūshingura?) de Kunio Watanabe : Emoshichi
- 1958 : Jinsei gekijō: Seishun hen (人生劇場 青春篇?) de Toshio Sugie
- 1959 : Sasameyuki (細雪?) de Kōji Shima
- 1959 : Femme de champion (最高殊勲夫人, Saikō shukun fujin?) de Yasuzō Masumura
- 1959 : Sekai o kakeru koi (世界を賭ける恋?) d'Eisuke Takizawa
- 1959 : À travers les ténèbres (闇を横切れ, Yami o yokogire?) de Yasuzō Masumura

### Années 1960
- 1960 : Testaments de femmes (女経, Jokyō?) - 3e épisode de Kōzaburō Yoshimura
- 1960 : Robō no ishi (路傍の石?) de Seiji Hisamatsu
- 1960 : Kao (顔?) de Kōji Shima
- 1961 : L’Homme qui ne vécut que pour aimer (好色一代男, Kōshoku ichidai otoko?) de Yasuzō Masumura
- 1961 : Médaille pour une femme (女の勲章, Onna no kunshō?) de Kōzaburō Yoshimura
- 1961 : Les Sœurs encombrantes (うるさい妹たち, Urusai imōtotachi?) de Yasuzō Masumura
- 1962 : La Grande Muraille (秦・始皇帝, Shin shikōtei?) de Shigeo Tanaka
- 1962 : Interdiction (禁断, Kindan?) de Yoshio Inoue
- 1963 : Kyojin: Ōkuma Shigenobu (巨人 大隈重信?) de Kenji Misumi
- 1966 : La Tour d'ivoire (白い巨塔, Shiroi kyotō?) de Satsuo Yamamoto
- 1968 : Sukurappu shūdan (スクラップ集団?) de Tomotaka Tasaka

### Années 1970
- 1972 : La Rivière Shinobu (忍ぶ川, Shinobugawa?) de Kei Kumai